# Amaretto

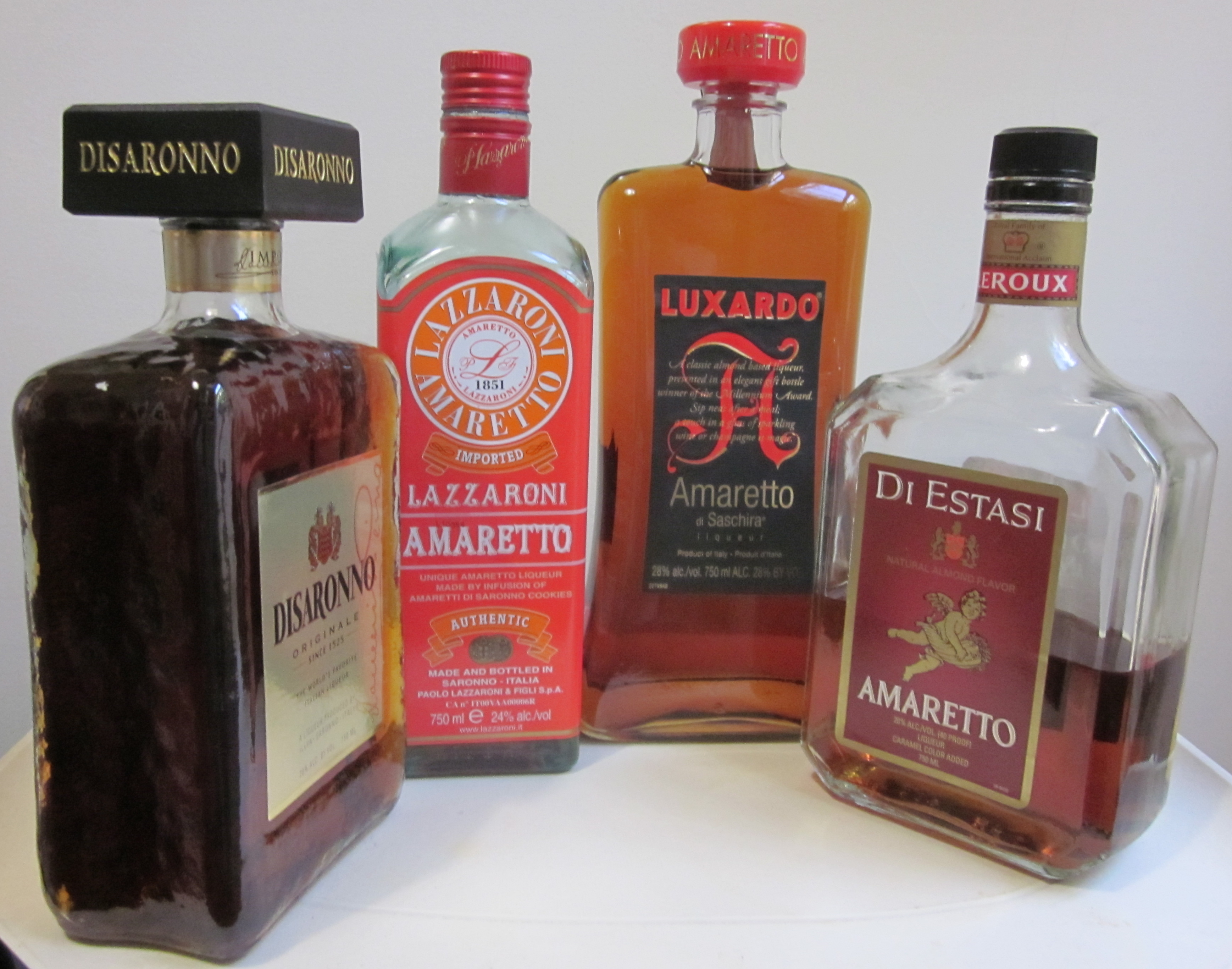
Verschiedene Amaretto-Liköre

Amaretto ist eine Geschmacksrichtung für ursprünglich aus Italien stammende Liköre mit einem nussigen Aroma, das an Marzipan erinnert. Die meisten Amaretto-Liköre haben einen Alkoholgehalt zwischen 20 und 30 % Vol. Im deutschsprachigen Raum waren Liköre mit ähnlichem Geschmack seit dem 18. Jahrhundert als Persiko bekannt.

## Wortherkunft
Die Bezeichnung Amaretto ist eine Verkleinerungsform des italienischen Wortes amaro, was so viel bedeutet wie ‚bitter‘. Ursprünglich wurden Bittermandeln (italienisch mandorla amara) oder Aprikosenkerne und teilweise auch süße Mandeln zur Aromatisierung verwendet.

## Herstellung

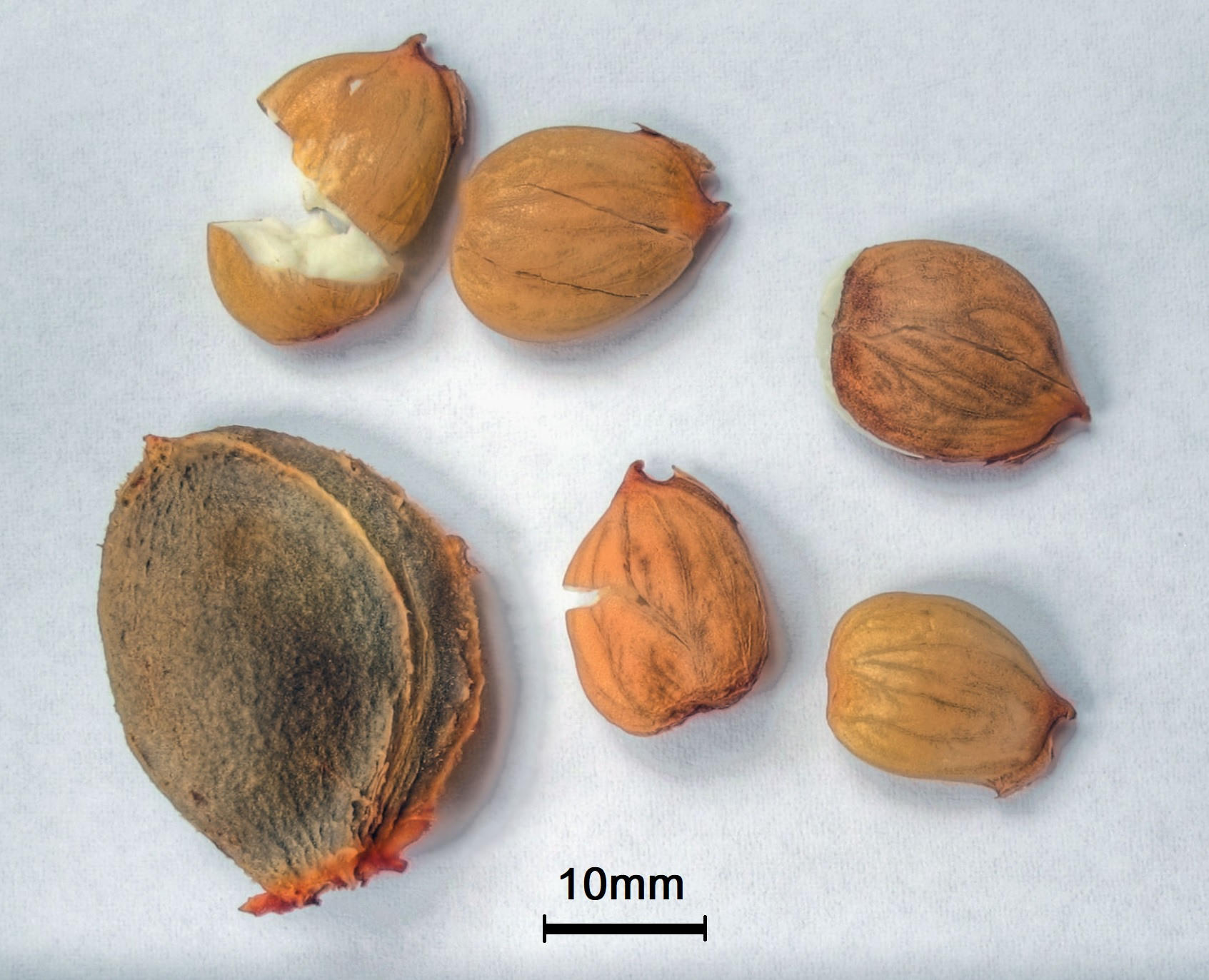
Aprikosenkerne

Amaretto ist in der EU-Spirituosenverordnung nicht als Gattungsbegriff definiert, so dass seine Herstellung nur den allgemeinen Vorschriften für Spirituosen bzw. Liköre genügen muss. „Amaretto“ ist insoweit lediglich Teil des Produktnamens oder ein Hinweis auf den Geschmack, die offizielle Verkehrsbezeichnung lautet „Likör“. Zu den Anforderungen gehören ein Alkoholgehalt von mindestens 15 % Vol. und ein Mindestzuckergehalt von 100 g je Liter (wobei die meisten Amaretto-Liköre deutlich mehr enthalten), der enthaltene Alkohol kann Ethylalkohol landwirtschaftlichen Ursprungs, ein Destillat landwirtschaftlichen Ursprungs oder eine Spirituose im Sinn der Verordnung sein.
Dadurch sind verschiedene Herstellungsverfahren möglich, beispielsweise Mazeration von Mandelschalen (und vor allem der darin enthaltenen Mandelsamen) in Neutralalkohol, die Aromatisierung von Neutralalkohol mit Mandelextrakt oder, bei hochwertigen Produkten, zusätzlich die Verfeinerung mit Aprikosenkernöl. Die Spirituosenverordnung erlaubt aber auch die Verwendung anderer natürlicher oder naturidentischer Aromastoffe oder Aromaextrakte, nicht jedoch künstliche Aromen. Die bräunliche Färbung wird meist durch den Farbstoff Zuckerkulör erreicht.
Da „Amaretto“ nicht als Gattungs- oder Herkunftsbezeichnung in die Liste geschützter geografischer Angaben der EU-Spirituosenverordnung eingetragen ist, können Amaretto-Liköre auch außerhalb Italiens hergestellt werden.
Der typische, marzipanähnliche Geschmack von Amaretto ist auf Bittermandelöl und dessen Hauptbestandteil Benzaldehyd zurückzuführen. Anders als der Name vermuten lässt, wird Bittermandelöl überwiegend aus Aprikosenkernen gewonnen.

## Bekannte Marken

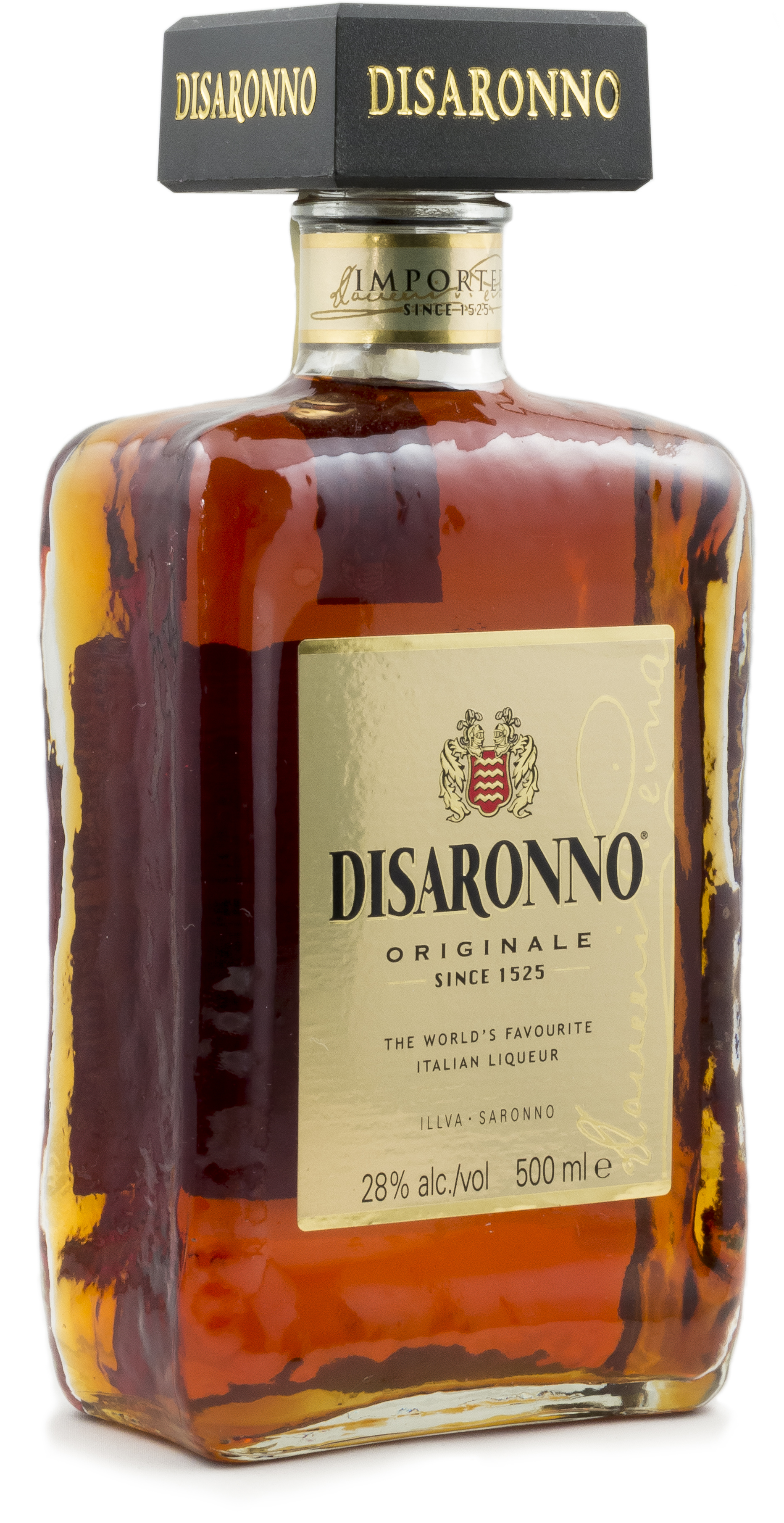
Disaronno Originale

Die Geschichte der bekanntesten Amaretto-Marke Disaronno reicht angeblich zurück bis in die Zeit der Renaissance. Laut einer für Liköre typischen Ursprungslegende soll im Jahr 1525 eine junge Frau eine Taverne in Saronno bei Mailand betrieben haben, in der Pilger übernachteten. Sie soll einem ihrer Gäste, dem Maler Bernadino Luini, für ein Fresko Modell gesessen und sich in ihn verliebt haben. Um seine Zuneigung zu gewinnen, habe sie einen süßen Likör aus Weinbrand, Aprikosenkernen und weiteren Gewürzen zubereitet, nach ihrem Wohnort Saronno „Disaronno“ („aus Saronno“) genannt und ihm das Rezept geschenkt. Fortan sei das Rezept in seiner Familie vererbt worden, bis es einer seiner Nachfahren, Giovanni Reina, wiederentdeckt habe. Zu Beginn des 20. Jahrhunderts begann schließlich Domenico Reina, den Likör kommerziell zu vertreiben. 1942 wurde Amaretto Disaronno erstmals in die charakteristische, eckige Flasche abgefüllt, 1947 das Unternehmen I.L.L.V.A.: Industria, Lombarda, Liquori, Vini & Affini  gegründet. Es ist noch heute, inzwischen als ILLVA Saronno S.p.A. firmierend, in Familienbesitz. Hauptprodukt ist Disaronno Originale mit 28 % Vol. Der inzwischen nicht mehr als „Amaretto“ ausgewiesene Likör wird aus Neutralalkohol hergestellt, der mit Karamellzucker gesüßt und mit 17 verschiedenen Gewürzen, Kräutern und Früchten aromatisiert wird. Kennzeichnend ist die Verwendung von Aprikosenkernöl, was ihn von den meisten anderen Amaretto-Likören unterscheidet.
Weitere italienische Amaretto-Liköre sind Luxardo Amaretto di Saschira (28 % Vol.), Lazzaroni Amaretto (24 % Vol.) und Vincenzi Amaretto Di Torino (25 % Vol.). Amaretto-Liköre werden aber auch international von zahlreichen Likör- und Spirituosenherstellern angeboten. Beispiele in Europa sind Bols Amaretto (24 % Vol.) und De Kuyper Amaretto Liqueur (30 % Vol.), in den Vereinigten Staaten Hiram Walker Amaretto Liqueur (24 % Vol.), Mr. Boston Amaretto (15 % Vol.) und Paramount Amaretto Liqueur (15 % Vol.). Zudem gibt es Amaretto-Liköre von unzähligen Handelsmarken.

## Genuss
Amaretto wird entweder pur getrunken, ungekühlt oder auf Eis, oder als Zutat in Mixgetränken. Zum Mischen in Longdrinks wird oft Apfel- oder Kirschsaft verwendet. Bekannte Cocktails mit Amaretto sind Amaretto Sour (mit Zitronensaft), God Father (mit Scotch Whisky), God Mother (mit Wodka) und French Connection (mit Cognac).
Des Weiteren wird Amaretto auch pur erwärmt und mit Schlagsahne garniert, als Zugabe zum Beispiel zu Kaffee, heißer Schokolade, Glühwein etc. getrunken und teilweise zur Aromatisierung der Süßspeise Tiramisu verwendet. Der typische Amaretto-Geschmack ist auch beim Kleingebäck Amarettini erkennbar, da die Makronen gemahlene Mandeln und/oder Aprikosenkerne bzw. Bittermandelaroma (jedoch keinen Amaretto-Likör) enthalten.